# John Pell
John Pell (1 de marzo de 1611 - 12 de diciembre de 1685) fue un matemático inglés. Es conocido por la ecuación de Pell, que probablemente no inventó.

## Biografía
Pell nació al sur de Inglaterra, en Southwick, donde su padre era vicario y maestro de escuela. Su progenitor murió cuando Pell tenía cinco años, siendo educado de niño en la Steyning Grammar School, una escuela recientemente fundada. En 1624, con solo trece años, ingresó en el Trinity College de Cambridge, desde donde mantuvo correspondencia con Henry Briggs sobre tablas de antilogaritmos y métodos de interpolación. Su pasión por las tablas (de cuadrados, de logaritmos, de senos...) la mantendría durante toda su vida.
Entre 1628 y 1629 comenzó a tratar con Samuel Hartlib, un erudito germano-británico, que lo nombró profesor de matemáticas de la escuela que fundó en Chichester (Sussex) en 1630. La escuela solo duró unos meses, pero Pell se quedó en Sussex durante unos años dando clases de forma privada.
El 1632 se casó con Ithumaria Reginalds en Londres. Permaneció en Londres durante unos años, pero le fue imposible encontrar un patrocinador que cumpliera con sus expectativas: una dedicación total a las matemáticas.
El 1643, con el apoyo de Hartlib y otros conocidos, consiguió un puesto de profesor en Ámsterdam, donde vivió durante tres años antes de aceptar el puesto de profesor de matemáticas en el recién fundado Colegio de Orange en Breda, cargo ofrecido por el príncipe de Orange. Volvió a Inglaterra en 1652 a requerimiento de Oliver Cromwell, quien lo envió de embajador en Zúrich, donde dio clases a Johann Heinrich Rahn. Al retornar en 1658 hizo las paces con los realistas y se ordenó sacerdote, cargo del que vivió hasta su muerte.

## Obra
Pell no publicó casi ningún escrito en vida, y lo poco que publicó, lo hizo anónimamente. También existe un acuerdo relativo entre los estudiosos sobre la escasa relevancia de estas obras.
No obstante, se conservan en la British Library treinta y tres gruesos volúmenes de manuscritos suyos que no han sido suficientemente estudiados.

### Ecuación de Pell
La conocida actualmente como ecuación de Pell es una ecuación cuadrática diofántica de la forma:
{\displaystyle x^{2}-ny^{2}=1}
Esta ecuación ya había sido estudiada en la antigüedad por Brahmagupta y fue Lagrange, años después, quien demostró que tenía infinitas soluciones enteras. 
La atribución del nombre se debe a Euler, quien la atribuyó a Pell porque lo leyó en un comentario a un libro de Wallis, cuando Pell no trabajó nunca en esta ecuación (o, al menos, no hay documentos que lo demuestren). Así pues, John Pell es conocido por una ecuación que nunca ideó.